# 유순정초상 및 함
유순정초상 및 함(柳順汀肖像 및 函)은 대한민국 경기도 용인시 경기도박물관에 있는 조선시대의 초상 및 함이다. 1990년 11월 22일 용인시의 향토문화재 제15호로 지정되었다가, 2009년 3월 10일 경기도의 유형문화재 제209호로 승격되었다.

## 지정 사유
유순정초상은 이모본이나 명문을 넣은 변화된 공신상으로서 새로운 구성을 보이며, 조선 초기 초상화에서 중기 초상화로 넘어가는 과도기적 도상 특징과 화면 구성 등을 보여주는 최초의 예이다.

## 같이 보기
- 류순정

## 참고 자료
- 유순정 초상화 - 용인시 문화관광 - 향토유적
- 유순정 초상 및 함 - 한국민족문화대백과사전
- 유순정초상 및 함 - 국가유산청 국가유산포털